# Rödhuvad gröngöling
Rödhuvad gröngöling (Picus rabieri) är en fågel i familjen hackspettar (Picidae) inom ordningen hackspettartade fåglar (Piciformes).

## Utseende
Rödhuvad gröngöling är en distinkt olivgrön hackspett med en karakteristisk röd sjal runt huvudet. Hanen har i stort sett helrött huvud förutom ljus strupe och grön öronfläck. Honan saknar rött på hjässan och har mindre rött i nacken. I övrigt är fjäderdräkten lik andra gröngölingar i utbredningsområdet, men är generellt mindre streckad och allmänt rätt mörk undertill.

## Utbredning och systematik
Fågeln förekommer i sydvästra Kina (längst ner i södra Yunnan) till Laos och Vietnam. Den behandlas som monotypisk, det vill säga att den inte delas in i några underarter.

## Levnadssätt
Rödhuvad gröngöling hittas i blandskogar från lågland till lägre bergstrakter, ibland i mer öppna ytor och i skogsbryn. Den ses enstaka, i par eller i familjegrupper, ofta i kringvandrande artblandade flockar med till exempel vittofsad fnittertrast, större sabeltimalia och andra hackspettar, framför allt gulnackad grönspett, gulnackad gröngöling, spetsgröngöling, större sultanspett och guldryggig flamspett. Fågeln födosöker ofta lågt ner på träden, frekvent även på marken. Huvuddelen av födan utgörs troligen av myror. Arten häckar maj–juni, med nyflygga ungar observerade i Laos i augusti.

## Status och hot
Arten har ett stort utbredningsområde, men tros minska i antal, dock inte tillräckligt kraftigt för att den ska betraktas som hotad. Internationella naturvårdsunionen IUCN listar arten som nära hotad (LC).

## Namn
Fågelns vetenskapliga artnamn hedrar Paul Rabier, överstelöjtnant i franska armén, placerad i Indokina 1897–1904.